# San Demetrio ne’ Vestini
San Demetrio ne’ Vestini település Olaszországban, Abruzzo régióban, L’Aquila megyében. Lakosainak száma 1900 fő (2023. január 1.). San Demetrio ne’ Vestini Barisciano, Fagnano Alto, Prata d’Ansidonia, Sant’Eusanio Forconese, Villa Sant’Angelo, Poggio Picenze és Rocca di Mezzo községekkel határos.

## Népesség
A település lakossága az elmúlt években az alábbi módon változott:
| Lakosok száma | 1884 | 1909 | 1900 |
|               | 2017 | 2018 | 2023 |